# Spaanse legislatuur XIV
De Spaanse legislatuur XIV is in de Spaanse landelijke politiek de periode tussen 3 december 2019 en 17 augustus 2023. De legislatuur is begonnen nadat de Cortes Generales, het parlement, in de nieuwe samenstelling is geïnstalleerd na de parlementsverkiezingen op 10 november 2019 en eindigde na de installatie van de nieuwe samenstelling van de Cortes aan het begin van de vijftiende legislatuur. De regering werd tijdens deze legislatuurperiode uitgeoefend door een minderheidscoalitie van de socialistische partij PSOE, de linkse partij IU en de uit de 15 mei-beweging ontstane partij Podemos, onder leiding van minister-president Pedro Sánchez.

## Machtsverhoudingen

### Cortes Generales
Naar aanleiding van de uitslag van de parlementsverkiezingen op 10 november 2019 en de daarop volgende formatie van fracties, hadden de Cortes Generales gedurende de 14e legislatuur de volgende zetelverdeling:

#### Congres
| Fractie          | Fractie                                                        | Zetels fractie | Partij   | Zetels                  | Woordvoerder                  | Partijleider             |
| ---------------- | -------------------------------------------------------------- | -------------- | -------- | ----------------------- | ----------------------------- | ------------------------ |
|                  | Socialisten                                                    | 120            | PSOE     | 108                     | Adriana Lastra                | Pedro Sánchez            |
| PSC              | Socialisten                                                    | 120            | 12       |                         | Adriana Lastra                | Pedro Sánchez            |
|                  | Populares                                                      | 88             | PP       | 88                      | Cuca Gamarra                  | Pablo Casado             |
|                  | Vox                                                            | 52             | Vox      | 52                      | Iván Espinosa de los Monteros | Santiago Abascal         |
|                  | Confederatie Unidas Podemos - En Comú Podem - Galicia en Común | 35             | UP       | 22                      | Pablo Echenique               | Pablo Iglesias           |
| En Comú Podem    | Confederatie Unidas Podemos - En Comú Podem - Galicia en Común | 35             | 7        |                         | Pablo Echenique               | Pablo Iglesias           |
| Galicia En Común | Confederatie Unidas Podemos - En Comú Podem - Galicia en Común | 35             | 2        |                         | Pablo Echenique               | Pablo Iglesias           |
|                  | Catalaanse republikeinen                                       | 13             | ERC      | 12                      | Gabriel Rufián                | Gabriel Rufián           |
| Soberanistes     | Catalaanse republikeinen                                       | 13             | 1        |                         | Gabriel Rufián                | Gabriel Rufián           |
|                  | Plural                                                         | 12             | JxCAT    | 4                       | Laura Borràs Castanyer        | Laura Borràs Castanyer   |
| PDeCAT           | Plural                                                         | 12             | 4        | Ferran Bel Accensi      | Laura Borràs Castanyer        |                          |
| Más País + EQUO  | Plural                                                         | 12             | 2        | Íñigo Errejón           | Laura Borràs Castanyer        |                          |
| Més Compromís    | Plural                                                         | 12             | 1        | Joan Baldoví i Roda     | Laura Borràs Castanyer        |                          |
| BNG              | Plural                                                         | 12             | 1        | Néstor Rego Candamil    | Laura Borràs Castanyer        |                          |
|                  | Ciudadanos                                                     | 10             | C's      | 10                      | Edmundo Bal Francés           | Inés Arrimadas           |
|                  | Baskisch rechts                                                | 6              | EAJ/PNV  | 6                       | Aitor Esteban                 | Aitor Esteban            |
|                  | Baskisch links                                                 | 5              | EH Bildu | 5                       | Mertxe Aizpurua Arzallus      | Mertxe Aizpurua Arzallus |
|                  | Grupo mixto                                                    | 9              | CUP      | 2                       | Isidro Martínez Oblanca       | Mireia Vehí i Cantenys   |
| UPN              | Grupo mixto                                                    | 9              | 2        | Sergio Sayas López      | Isidro Martínez Oblanca       |                          |
| CC-PNC           | Grupo mixto                                                    | 9              | 2        | Ana Oramas              | Isidro Martínez Oblanca       |                          |
| NC               | Grupo mixto                                                    | 9              | 1        | Pedro Quevedo Iturbe    | Isidro Martínez Oblanca       |                          |
| PRC              | Grupo mixto                                                    | 9              | 1        | José María Ángel Mazón  | Isidro Martínez Oblanca       |                          |
| TE               | Grupo mixto                                                    | 9              | 1        | Tomás Guitarte Gimeno   | Isidro Martínez Oblanca       |                          |
| FORO             | Grupo mixto                                                    | 9              | 1        | Isidro Martínez Oblanca | Isidro Martínez Oblanca       |                          |

#### Senaat
|             | Fractie                         | Zetels | Partij             | Zetels                   | Woordvoerder            |
| ----------- | ------------------------------- | ------ | ------------------ | ------------------------ | ----------------------- |
|             | Socialisten                     | 113    | PSOE               | 102                      | Ander Gil               |
| PSdeG-PSOE  | Socialisten                     | 113    | 5                  |                          | Ander Gil               |
| PSE-EE-PSOE | Socialisten                     | 113    | 3                  |                          | Ander Gil               |
| PSC-PSOE    | Socialisten                     | 113    | 3                  |                          | Ander Gil               |
|             | Populares                       | 98     | PP                 | 98                       | Javier Maroto           |
|             | Esquerra Republicana - EH Bildu | 15     | ERC                | 13                       | Mirelle Cortès          |
| EH Bildu    | Esquerra Republicana - EH Bildu | 15     | 2                  |                          | Mirelle Cortès          |
|             | Baskisch rechts                 | 10     | EAJ-PNV            | 10                       | Jokin Bildarratz Sorron |
|             | Geconfedereerd links            | 6      | Adelante Andalucía | 1                        | Koldo Martínez          |
| CeC-P       | Geconfedereerd links            | 6      | 1                  |                          | Koldo Martínez          |
| Compromís   | Geconfedereerd links            | 6      | 1                  |                          | Koldo Martínez          |
| Más Madrid  | Geconfedereerd links            | 6      | 1                  |                          | Koldo Martínez          |
| MÉS         | Geconfedereerd links            | 6      | 1                  |                          | Koldo Martínez          |
| Geroa Bai   | Geconfedereerd links            | 6      | 1                  |                          | Koldo Martínez          |
|             | Ciudadanos                      | 6      | C's                | 6                        | Vacant                  |
|             | Regionalisten                   | 6      | JxCAT              | 5                        | Josep Lluís Cleries     |
| CC-PNC      | Regionalisten                   | 6      | 1                  |                          | Josep Lluís Cleries     |
|             | Grupo mixto                     | 10     | Vox                | 3                        | Jacobo González         |
| TE          | Grupo mixto                     | 10     | 2                  | Joaquín Egea             |                         |
| ASG         | Grupo mixto                     | 10     | 1                  | Fabián Chinea Correa     |                         |
| PAR         | Grupo mixto                     | 10     | 1                  | Clemente Sánchez-Garnica |                         |
| PRC         | Grupo mixto                     | 10     | 1                  | José Miguel Fernández    |                         |
| UPN         | Grupo mixto                     | 10     | 1                  | Alberto Catalán Higueras |                         |
| C's         | Grupo mixto                     | 10     | 1                  | Francisco Javier Alegre  |                         |
|             | Totaal                          | 266    |                    | 266                      |                         |

## Verloop

### Voorafgaand
De korstondige dertiende legislatuur heeft geen regering opgeleverd door het stuklopen van de onderhandelingen.

### Verkiezingen
Constitutieve legislatuur (1977-1979) · I (1979-1982) · II (1982-1986) · III (1986-1989) · IV (1989-1993) · V (1993-1996) · VI (1996-2000) · VII (2000-2004) · VIII (2004-2008) · IX (2008-2011) · X (2011-2016) · XI (2016) · XII (2016-2019) · XIII (2019) · XIV (2019-2023) · XV (vanaf 2023)